# Johnny Winter (album)
Johnny Winter je eponymní studiové album amerického bluesového kytaristy Johnny Wintera, vydané v roce 1969. Na albu hraje i jeho bratr Edgar Winter.

## Seznam skladeb
1. "I'm Yours & I'm Hers" (Johnny Winter) – 4:33
2. "Be Careful With A Fool" (Joe Josea, B. B. King) – 5:17
3. "Dallas" (Johnny Winter) – 2:48
4. "Mean Mistreater" (James Gordon) – 3:54
5. "Leland Mississippi Blues" (Johnny Winter) – 3:32
6. "Good Morning Little School Girl" – (Sonny Boy Williamson I) – 2:45
7. "When You Got A Good Friend" (Robert Johnson) – 3:41
8. "Drown in My Own Tears" (Henry Glover) – 4:46
9. "Back Door Friend" (Lightnin' Hopkins, Stan Lewis) – 2:55
10. "Country Girl"* (B.B. King) – 3:08
11. "Dallas"* (Johnny Winter) – 3:37
12. "Two Steps From The Blues"* (John Riley Brown, Deadric Malone) – 2:35

(*) Bonusy na remasterované verzi v roce 2004.

## Sestava
- Johnny Winter – kytara, zpěv
- Edgar Winter – klávesy
- Uncle John Turner – perkuse
- Tommy Shannon – baskytara
- Elsie Senter – doprovodný zpěv
- Stephen Ralph Sefsik – alt saxofon
- Norman Ray – bariton saxofon
- Carrie Hossel – doprovodný zpěv
- Walter "Shakey" Horton – harmonika
- Karl Garin – trubka
- Willie Dixon – akustická baskytara
- A. Wynn Butler – tenor saxofon
- Peggy Bowers – doprovodný zpěv